# كأس إسكتلندا 1902–03
كأس اسكتلندا 1902–03 (بالإنجليزية: 1902–03 Scottish Cup)‏ هو موسم من كأس اسكتلندا. فاز فيه نادي رينجرز.